# Маслов, Владимир Григорьевич
Владимир Григорьевич Маслов — российский учёный в области спектроскопии, люминесценции и фотохимии организованных молекулярных систем и наноструктур, доктор физико-математических наук, профессор, лауреат Государственной премии СССР (1986).
Родился в 1945 году.
Окончил Ленинградский государственный университет по специальности «физика» (1969).
С 1969 г. по 2006 г. работал в ГОИ им. С. И. Вавилова: младший научный сотрудник, старший научный сотрудник, ведущий научный сотрудник, начальник лаборатории.
С 1974 г. кандидат, с 1987 г. — доктор физико-математических наук. Диссертации: 
- Спектральное исследование отрицательных ионов тетрапиррольных пигментов : диссертация ... кандидата физико-математических наук : 01.04.05. - Ленинград, 1973. - 169 с. : ил.
- Спектроскопия фотопереноса электрона в порфириновых системах : диссертация ... доктора физико-математических наук : 01.04.05. - Ленинград, 1984. - 513 с. : ил.

С 2006 г. профессор кафедры оптической физики и современного естествознания (ОФиСЕ) (читает курс лекций «Оптика супрамолекулярных систем»), ведущий научный сотрудник лаборатории «Оптика квантовых наноструктур» СПбГУ ИТМО (информационных технологий, механики и оптики).
Научные интересы: спектроскопия, люминесценция, фотохимия, квантовая химия сложных органических молекул и квантово-размерных наноструктур.
Руководитель санкт-петербургской научно-педагогической школы «Фотофизика супрамолекулярных и квантоворазмерных наноструктур».
Лауреат Государственной премии СССР в области науки и техники (1986, за участие в цикле работ «Выжигание стабильных спектральных провалов и селективная спектроскопия сложных молекул»).